# Александру Нілка
Александру Нілка (6 листопада 1945 , Тирґу-Муреш, Муреш ) — румунський фехтувальник на шаблях, бронзовий призер Олімпійських ігор 1976 року.

## Виступи на Олімпіадах
| Олімпіада     | Дисципліна     | Місце |
| ------------- | -------------- | ----- |
| Монреаль 1976 | командна шабля | 3     |
| Москва 1980   | командна шабля | 5     |